# صالح كركر

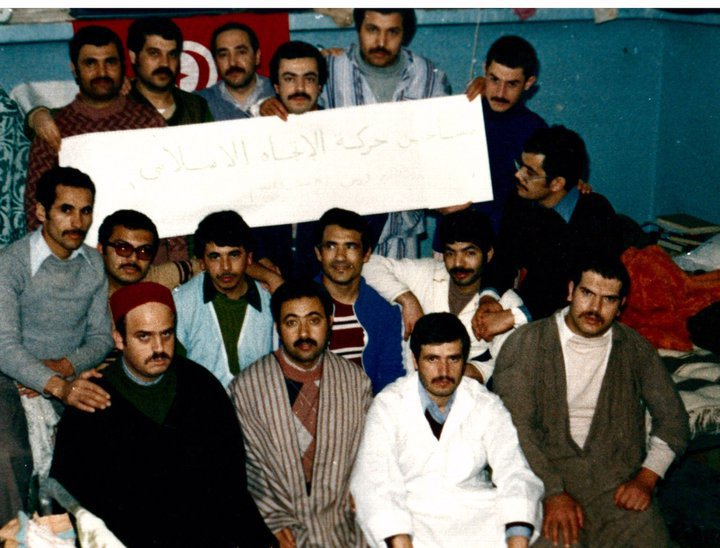
صالح كركر بالشاشية الحمراء على يسار الصورة مع زملاءه المسجونين في بداية الثمانينات.

صالح كركر  (بالفرنسية: Salah Karker)‏ ولد في 22 أكتوبر 1948 في بوضر من ولاية المنستير وتوفي في 18 أكتوبر 2012 في فرنسا، هو سياسي تونسي.

يعتبر صالح كركر أحد مؤسسي سنة 1981 لحركة الاتجاه الإسلامي التي أصبحت سنة 1989 حركة النهضة وذلك رفقة راشد الغنوشي وآخرين. نفي الشيخ صالح كركر لمدة 18 سنة في فرنسا، وبقي فيها قيد الإقامة الجبرية و لكنه ترك حرا بسبب كونه لاجئ سياسي.

## المسار السياسي
الشيخ صالح كركر حاصل على شهادة الدراسات العليا في الاقتصاد من جامعة تونس، ودكتوراه في الإحصاء. كان في سنة 1981 من بين مؤسسي حركة الاتجاه الإسلامي، والتي سرعان ما واجهها نظام الرئيس الحبيب بورقيبة بالقمع وقام باعتقال أغلب قيادييها، وكان قد حكم على صالح كركر ب10 سنوات سجن. أطلق سراح كركر في 1984 بعفو عام عن كل المساجين السياسيين. بعد ذلك رجع لنشاطه الحزبي مباشرة وكانت الحركة من أبرز معارضي النظام.

رجع القمع البوليسي في 1987، وبعد عدة أشهر من العيش في الخفاء، حكم عليه بالإعدام غيابيا. لذلك قرر الخروج من تونس بطريقة غير شرعية. نفي في بداية الأمر في لندن، ثم تحصل على حق اللجوء السياسي في فرنسا سنة 1988.

## الإقامة الجبرية
في 11 أكتوبر 1993، وزير الداخلية الفرنسي شارل باسكوا، وقع مذكرة طرد عاجلة، على أساس شبهة الدعم الفعال لحركة إرهابية. بعد نداء قدم في 6 نوفمبر 1994 أمام المحكمة الإدارية في باريس، رفض كركر في 16 ديسمبر 1994، اعتبرت المحكمة أن هناك معلومات تثبت أنه لايزال يملك علاقات مع منظمات إسلامية تستعمل أساليب عنيفة، وبالتالي تبرر القرار الوزاري بسبب الحاجة لضمان السلامة العامة. بسبب وضعه، لا يمكن إرجاع صالح كركر إلى تونس، وحتى إيجاد أحد البلدان التي يمكن أن تستضيفه، تم الإبقاء على كركر قيد الإقامة الجبرية. كانت إقامته في إقليم الفنستير ومدينة بريست ومدينة سان جوليان شابتوي (لوار العليا) وكذلك كاير (لوار العليا) وأخيرا ديني لو بان (ألب البروفنس العليا) منذ أكتوبر 1995. في هذه المدينة الأخيرة، كان مفروض عليه أن يقدم نفسه للشرطة يوميا، بينما زوجته سميرة وأبناؤه الستة يقيمون في أوبون (فال دواز) قرب باريس أين قطن عند وصوله لفرنسا.

في مايو 1996، تقدم أمام المحكمة العليا للطعن في تنفيذ أمر الإقامة الجبرية، بحجة أنه يتم مراقبته باستمرار من قبل الشرطة، ولكن الطلب رفض في نهاية المطاف. في 8 أكتوبر، بدأ إضراب عن الطعام للاحتجاج عن إلصاق تهم وأفعال لم يقم بها ولاتباعه من قبل العدالة، منددا بالخلفية السياسية للأحكام الصادرة ضده. في 29 ديسمبر 1997، مجلس الدولة رفض طلبه. في 3 أبريل 1998، حكمت عليه المحكمة العليا في بونتواز ب6 أشهر سجنا مع وقف التنفيذ لمخالفته أمر الإقامة الجبرية من خلال إقامته لثلاثة أسابيع مع عائلته. في رسالة من لجنة حقوق الإنسان في 30 أكتوبر 2000، إعتبرت اللجنة أن الإتهامات الموجهة لصالح كركر، والتي قدمتها لهم زوجته سميرة، لا تكشف عن أي انتهاك لمواد معاهدة العهد الدولي الخاص بالحقوق المدنية والسياسية.

في ليلة 15 يناير 2005، تعرض لسكتة دماغية قوية في غرفته في الفندق الذي يقيم فيه تحت الإقامة الجبرية، ولم تأته الإساعف إلا بعد 6 ساعات من الحادث مما ترك له علامات واضحة. كمعاق وبعد انسحابه من الحياة العامة، حولت إقامته الجبرية نحو أوبون بجانب عائلته.

رفع عليه قرار النفي والإقامة الجبرية في أكتوبر 2011 بعد أشهر من الثورة التونسية، ودخل تونس في 19 يونيو 2012 وشارك وقتها في المؤتمر التاسع لحركة النهضة، وأنتخب بعد ذلك في 17 يوليو عضوا في مجلس الشورى لحركة النهضة حيث توفي بعد ثلاثة أشهر من انضمامه للمجلس.

## مؤلفاته
- رؤى في النظام الاقتصادي في الإسلام.
- الحركة الإسلامية وإشكاليات النهضة.
- نظرية القيمة، العمل والعمال والعدالة الاجتماعية في الإسلام وفي المذاهب الوضعية (دراسة مقارنة)، مطبعة تونس، قرطاج.

## مقالات ذات صلة
- حركة النهضة (تونس)
- الثورة التونسية